# Hero Fiennes Tiffin
Hero Beauregard Faulkner Fiennes Tiffin (Londra, 6 novembre 1997) è un attore e modello britannico.
È conosciuto per aver interpretato Hardin Scott nel film After e nei suoi sequel e Tom Riddle undicenne in Harry Potter e il principe mezzosangue.

## Biografia
Hero nasce a Londra il 6 novembre 1997, figlio dei registi George Tiffin e Martha Fiennes. Ha un fratello, Titan Nathaniel Fiennes Tiffin, e una sorella, Mercy Fiennes Tiffin, anch'ella attrice, interprete della piccola Georgiana nel film La duchessa. Anche i suoi zii Joseph e Ralph Fiennes sono attori, e quest'ultimo è proprio colui che interpreta Lord Voldemort da adulto negli ultimi film della saga di Harry Potter, dal quarto in poi.
Il debutto come attore è avvenuto nel 2008, nel film drammatico Bigga Than Ben, nel quale ha interpretato Spartak. Solo in seguito David Yates, regista di Harry Potter e il principe mezzosangue, lo ha scelto per interpretare il piccolo Lord Voldemort, in quanto capace di trovare "lo spazio più oscuro". Yates, inoltre, ha smentito l'ipotesi che il ragazzino fosse stato scelto poiché imparentato con Ralph Fiennes, ma ha tuttavia ammesso che la somiglianza familiare è stata "un argomento decisivo". Yates lo descrive come "molto concentrato e disciplinato", e in un'intervista ha affermato che "ha le angolature, l'umore oscuro e lo spirito strambo del personaggio".
Nel 2019 recita nel film After, al fianco di Josephine Langford, interpretando Hardin Scott. Nel 2020 è presente nel sequel, intitolato After 2, adattamento del secondo romanzo della serie, After - Un cuore in mille pezzi. Ha vinto il premio Choice Drama Movie Actor ai Teen Choice Awards 2019.

## Filmografia

### Cinema
- Bigga Than Ben, regia di Suzie Halewood (2008)
- Harry Potter e il principe mezzosangue (Harry Potter and the Half-Blood Prince), regia di David Yates (2009)
- Private Peaceful, regia di Pat O'Connor (2012)
- ERDEM x H&M: The Secret Life of Flowers, regia di Baz Luhrmann – cortometraggio (2017)
- After, regia di Jenny Gage (2019)
- The Silencing - Senza voce (The Silencing), regia di Robin Pront (2020)
- After 2 (After We Collided), regia di Roger Kumble (2020)
- After 3 (After We Fell), regia di Castille Landon (2021)
- First Love, regia di A.J. Edwards (2022)
- After 4 (After Ever Happy), regia di Castille Landon (2022)
- The Woman King, regia di Gina Prince-Bythewood (2022)
- After 5 (After Everything), regia di Castille Landon (2023)
- Il ministero della guerra sporca (The Ministry of Ungentlemanly Warfare), regia di Guy Ritchie (2024)
- Scatta l'amore  (Picture This), regia di Prarthana Mohan (2025)

### Televisione
- The Tunnel – serie TV, episodio 3x5 (2018)
- Safe – serie TV, 8 episodi (2018)
- Cleaning Up – serie TV, 5 episodi (2019)

## Doppiatori italiani
Nelle versioni in italiano delle opere in cui ha recitato, Hero Fiennes Tiffin è stato doppiato da:
- Manuel Meli in After, After 2, After 3, First Love, After 4, After 5 - Capitolo finale, Scatta l'amore
- Alex Polidori in Safe, Il ministero della guerra sporca
- Federico Bebi in Harry Potter e il principe mezzosangue